# Упорова (деревня)
Упорова — деревня в Талицком городском округе Свердловской области, Россия.

## Географическое положение
Деревня находится в 35 километрах (по автотрассе в 45 километрах) к юго-юго-востоку от города Талица, по обоим берегам Бутка (правый приток реки Беляковка, бассейн реки Пышма).

## Население
| 2002 | 2010 | 2021 |
| ---- | ---- | ---- |
| 149  | ↘99  | ↘92  |